# Meridià 128 a l'est
El meridià 128 a l'est de Greenwich és una línia de longitud que s'estén des del pol Nord travessant l'oceà Àrtic, Àsia, l'oceà Índic, l'oceà Antàrtic, Austràlia i l'Antàrtida fins al pol Sud.
El meridià 128 a l'est forma un cercle màxim amb el meridià 52 a l'oest. Com tots els altres meridians, la seva longitud correspon a una semicircumferència terrestre, uns 20.003,932 km. Al nivell de l'Equador, és a una distància del meridià de Greenwich de 14.249 km.

## De Pol a Pol
Començant en el pol Nord i dirigint-se cap al pol Sud, aquest meridià travessa:
| Coordenades                               | País, territori o mar        | Notes |
| ----------------------------------------- | ---------------------------- | --- |
| 90° 0′ N, 128° 0′ E / 90.000°N,128.000°E  | Oceà Àrtic                   | |
| 77° 28′ N, 128° 0′ E / 77.467°N,128.000°E | Mar de Làptev                | |
| 73° 25′ N, 128° 0′ E / 73.417°N,128.000°E | Rússia                       | Sakhà— illes del delta del Lena i el continent Óblast de l'Amur — des de 55° 40′ N, 128° 0′ E / 55.667°N,128.000°E |
| 49° 35′ N, 128° 0′ E / 49.583°N,128.000°E | República Popular de la Xina | Heilongjiang Jilin — des de 44° 3′ N, 128° 0′ E / 44.050°N,128.000°E                                               |
| 41° 26′ N, 128° 0′ E / 41.433°N,128.000°E | Corea del Nord               | |
| 40° 3′ N, 128° 0′ E / 40.050°N,128.000°E  | Mar del Japó                 | |
| 38° 51′ N, 128° 0′ E / 38.850°N,128.000°E | Corea del Nord               | |
| 38° 19′ N, 128° 0′ E / 38.317°N,128.000°E | Corea del Sud                | Continent i les illes de Changseon i Namhae-gun                                                                    |
| 34° 42′ N, 128° 0′ E / 34.700°N,128.000°E | Mar de la Xina Oriental      | |
| 27° 5′ N, 128° 0′ E / 27.083°N,128.000°E  | Japó                         | Prefectura d'Okinawa — Illa de Iheya                                                                               |
| 27° 3′ N, 128° 0′ E / 27.050°N,128.000°E  | Mar de la Xina Oriental      | |
| 26° 42′ N, 128° 0′ E / 26.700°N,128.000°E | Japó                         | Prefectura d'Okinawa — Illa d'Okinawa                                                                              |
| 26° 29′ N, 128° 0′ E / 26.483°N,128.000°E | Oceà Pacífic                 | Mar de les Filipines                                                                                               |
| 2° 12′ N, 128° 0′ E / 2.200°N,128.000°E   | Indonèsia                    | Illa d'Halmahera                                                                                                   |
| 2° 5′ N, 128° 0′ E / 2.083°N,128.000°E    | Mar de Halmahera             | |
| 1° 48′ N, 128° 0′ E / 1.800°N,128.000°E   | Indonèsia                    | Illa d'Halmahera                                                                                                   |
| 1° 18′ N, 128° 0′ E / 1.300°N,128.000°E   | Badia de Kao                 | |
| 1° 6′ N, 128° 0′ E / 1.100°N,128.000°E    | Indonèsia                    | Illa d'Halmahera                                                                                                   |
| 0° 28′ N, 128° 0′ E / 0.467°N,128.000°E   | Mar de Halmahera             | |
| 0° 19′ S, 128° 0′ E / 0.317°S,128.000°E   | Indonèsia                    | Illa d'Halmahera                                                                                                   |
| 0° 41′ S, 128° 0′ E / 0.683°S,128.000°E   | Mar de les Moluques          | |
| 1° 31′ S, 128° 0′ E / 1.517°S,128.000°E   | Indonèsia                    | Illa d'Obira |
| 1° 43′ S, 128° 0′ E / 1.717°S,128.000°E   | Mar de Ceram                 | |
| 3° 4′ S, 128° 0′ E / 3.067°S,128.000°E    | Indonèsia                    | Illes de Seram i Ambon                                                                                             |
| 3° 46′ S, 128° 0′ E / 3.767°S,128.000°E   | Mar de Banda                 | |
| 8° 9′ S, 128° 0′ E / 8.150°S,128.000°E    | Indonèsia                    | Illa de Moa |
| 8° 15′ S, 128° 0′ E / 8.250°S,128.000°E   | Mar de Timor                 | |
| 14° 34′ S, 128° 0′ E / 14.567°S,128.000°E | Austràlia                    | Austràlia Occidental                                                                                               |
| 32° 5′ S, 128° 0′ E / 32.083°S,128.000°E  | Oceà Índic                   | Les autoritats australianes consideren això com a part de l'oceà Antàrtic[3][4]                                    |
| 60° 0′ S, 128° 0′ E / 60.000°S,128.000°E  | Oceà Antàrtic                | |
| 67° 2′ S, 128° 0′ E / 67.033°S,128.000°E  | Antàrtida                    | Territori Antàrtic Australià, reclamat per Austràlia                                                               |